# Disporella fimbriata
Disporella fimbriata är en mossdjursart som först beskrevs av Busk 1875.  Disporella fimbriata ingår i släktet Disporella och familjen Lichenoporidae. Inga underarter finns listade i Catalogue of Life.